# Tierurne

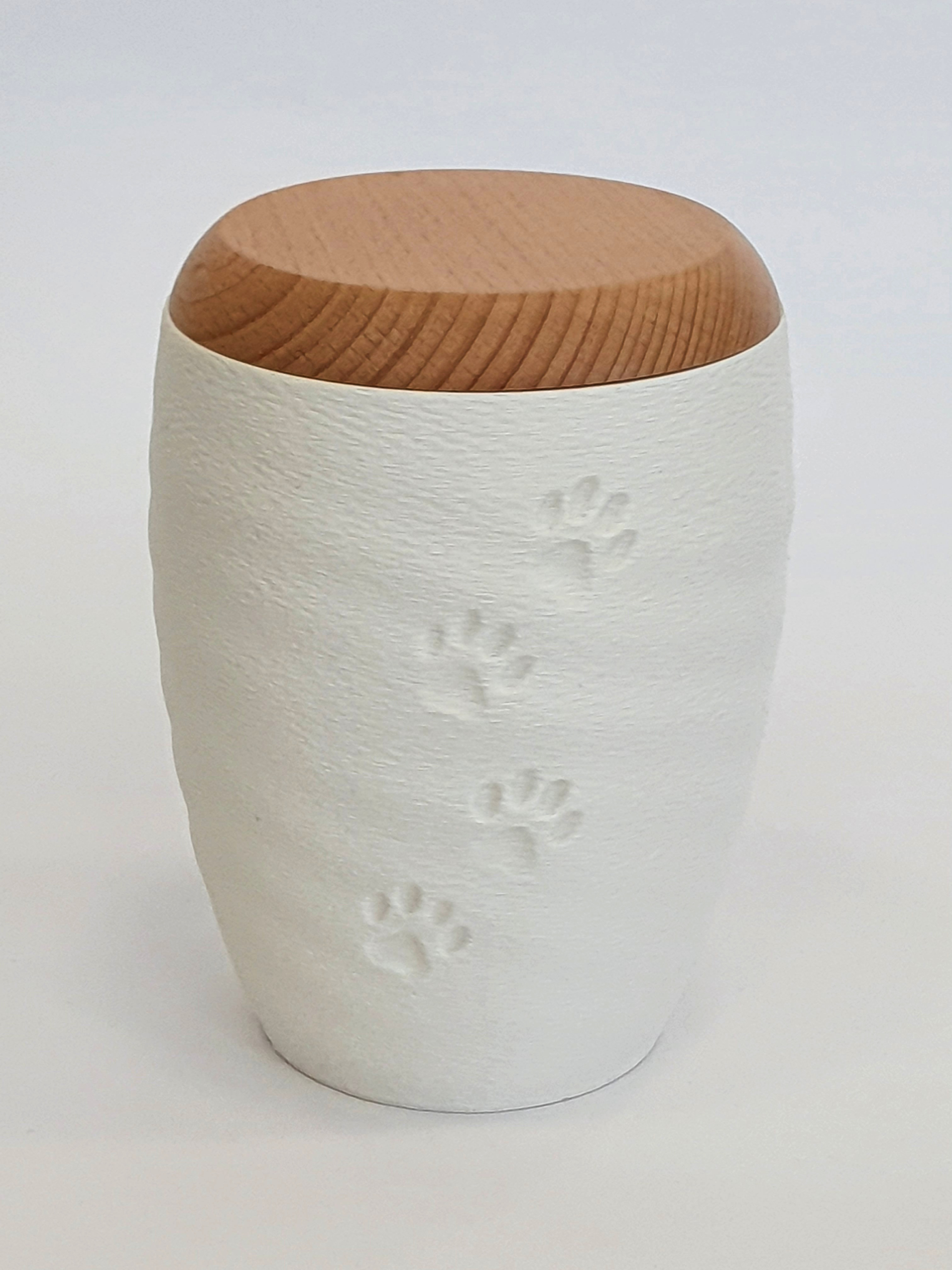
Tierurne aus Biomaterial

Die Tierurne ist ein Behälter zur endgültigen Bestattung oder Aufbewahrung der Asche von verstorbenen Tieren nach einer Feuerbestattung.
Entscheidet sich der Tierhalter nach dem Tod des Haustieres für eine Aufbewahrung der Asche in einer Tierurne, erfolgt die Einäscherung im Tierkrematorium als Einzeleinäscherung. Dabei wird mittels Begleitnummer und Identifikationsstein, der jeder Einzeleinäscherung beigegeben wird, eine Verwechslung der Asche ausgeschlossen. Anschließend wird die Asche in einem verschlossenen Aschebeutel dem Tierhalter ausgehändigt.

## Größe
Die meisten Tierurnen sind sowohl für die Aufnahme des verschlossenen Aschebeutels als auch für ein direktes Befüllen mit der Asche ausgelegt. Je nach Größe des verstorbenen Tieres ergeben sich unterschiedliche Aschemengen, weshalb die meisten Urnenhersteller Tierurnenmodelle in unterschiedlichen Größen anbieten. Tierurnen mit dem Fassungsvolumen von 0,5 Litern sind in der Regel für kleine Haustiere bis 8 kg Normal-Lebendgewicht wie Meerschweinchen, Hasen und Katzen vorgesehen. Für große Katzen, kleine bis mittelgroße Hunde bis zu einem Gewicht von 18 kg werden Tierurnen mit 1 Liter Fassungsvermögen bevorzugt. Für größere Haustiere bis 40 kg bieten viele Tierurnen-Hersteller Modelle mit 2 Liter Fassungsvermögen an. Daneben gibt es zahlreiche Zwischen- und Sondergrößen, wie z. B. für Pferde.
Die Größe einer Tierurne wird am sog. Normal-Lebendgewicht des Tieres bemessen und nicht am letzten Gewicht, falls es z. B. krank war.
| Gewicht   | Volumen      |
| --------- | ------------ |
| bis 1 kg  | ≤ 0,15 Liter |
| bis 8 kg  | ≤ 0,50 Liter |
| bis 18 kg | ≤ 1,00 Liter |
| bis 25 kg | ≤ 1,50 Liter |
| bis 40 kg | ≤ 2,00 Liter |
| bis 60 kg | ≤ 3,00 Liter |
| bis 80 kg | ≤ 4,00 Liter |

## Materialien
Da es für die Asche von Tieren keinen Bestattungszwang gibt, entscheiden sich viele Tierhalter die Urne zuhause als Erinnerung an das verstorbene Haustier aufzustellen. Dabei werden traditionell beständige und langlebige Materialien wie Metall, Keramik oder Glas eingesetzt. Die Herstellung erfolgt meist durch Gießen oder in einem Umformverfahren, wie Metall-Drücken. Häufig ergibt sich die Wahl des Materials der Tierurne aus dem weiteren Verwendungszweck; zum Beispiel werden Tierurnen für die Erdbestattung aus verschiedenen leicht vergänglichen Materialien angeboten.
Keramik
Keramikurnen werden meist mit glasierter oder patinierter Oberfläche hergestellt und sind oft aus speziell aufbereitetem Gieß-Ton gefertigt. Dieser wird bei einer vergleichsweise niedrigen Temperatur gebrannt (sog. „Biskuit-Ton“). Durch seine hohe Porosität ist er in der Lage Wasser aus der Bodenfeuchtigkeit aufzunehmen. Das führt nach einiger Zeit zu einer Instabilität des Werkstoffes und zu dessen Zerfall.
Anhydrit-Granulat
Die für diesen Urnentyp eingesetzte Mischung enthält diverse Beimengungen von Roh-Tonen. Infolge hinzutretender Feuchtigkeit büßt die Urne nach kurzer Zeit ihre Stabilität ein und zerfällt. Die Haltbarkeit der Urne hängt wie bei Keramik wesentlich von der Bodenfeuchte ab.
Naturstoff
Es gelangen Werkstoffe zum Einsatz, die aus Komponenten bestehen, die nach international gültigen Prüfnormen als biologisch abbaubar bzw. kompostierbar eingestuft werden. Sie sind chemisch als Kombination aus Zellulose, Lignin und Holzfasern zu charakterisieren. Diese werden mit natürlichen Harzen gebunden. Der biologische Abbau erfolgt durch die Weißschimmelpilze im Erdreich und vollzieht sich ähnlich schnell wie bei Holz.
Holz
Es werden sowohl einheimische als auch importierte Hölzer verarbeitet. Die einzelnen Urnenteile werden ggfs. mit wasserfestem Leim verklebt. Das bedeutet, dass die Feuchtigkeit im Boden im Laufe der Zeit zum Zerfallen der Urne beiträgt. Der Verrottungsvorgang des Holzes ist seinerseits abhängig von der Beschaffenheit des Bodens und der jeweiligen Holzart. Im Allgemeinen wird sich ein Weichholz rascher zersetzen als ein Hartholz.
Naturstein
Granit wird wegen seiner hohen Beständigkeit gegen Witterungseinflüsse auch als langlebiges Baumaterial geschätzt. Entsprechend hoch ist seine Haltbarkeit. Marmor dagegen ist ein eher weiches Material, welches nicht zur Aufstellung im Freien geeignet ist, da die Witterung nach kurzer Zeit die polierte Oberfläche angreift, aufraut und letztendlich zerstört. Noch weicher ist Alabaster.
Seeurnen
Seeurnen bestehen meist aus Zellulose, Mineralmischungen, Salz und Quarzsand, d. h. Werkstoffe, die im Wasser ihre Formfestigkeit verlieren und zerfallen oder sich auflösen.
Metall
Metallwerkstoffe werden in einer Vielzahl von Sorten und Mischungen eingesetzt. Als hochwertigster Werkstoff gilt die Bronze (eine Schmelze aus Kupfer und Zinn). Bronzeurnen werden in Sandformen gegossen und anschließend die Oberfläche bearbeitet. Ebenfalls eine bedeutende Rolle spielen die goldfarbig schimmernden Messingurnen (eine Schmelze aus Kupfer und Zink) und auch das silberfarbige Neusilber (eine Schmelze aus Kupfer, Nickel und Zink). genauso wie Modelle aus reinem Kupfer sind diese Urnen quasi unvergänglich.
Die größte Verbreitung haben Urnen aus Stahl (Eisen). In geschliffener Ausführung (unter der Werksbezeichnung „Cestal“) oder als galvanisch verkupferter Stahl (unter der Werksbezeichnung „Cupat“) zersetzen sich die Urnen aus den Eisenwerkstoffen durch einen chemischen Korrosionsprozess bei Anwesenheit von Feuchtigkeit. Die Oberflächen aller verwendeten Metalle werden durch Färbung, Handpaginierung oder hochwertige Beschichtung mit Lack oder Mineralien veredelt.
Versuche haben gezeigt, dass innerhalb einer Ruhefrist von ca. 10 Jahren (je nach Bodenbeschaffenheit), die Cestalurnen und Cupaturnen verrottet sind.
Bio-Tierurnen
Entsprechend dem ökologisch-nachhaltigen Trend im Bestattungswesen werden Urnen zunehmend in biologisch abbaubaren Materialien wie Holz oder Bio-Werkstoffen (z. B. „Flüssigholz“ Arboform) angeboten. Diese können sowohl zu Hause dauerhaft aufgestellt als auch jederzeit der Erde beigesetzt werden. Der Abbauprozess des Materials startet dann erst nach längerem Kontakt mit Mikroorganismen im Erdboden und es erfolgt eine vollständige Zersetzung und Freigabe der Asche in das Erdreich. Für Bio-Tierurnen bieten die Tierkrematorien passende biologisch abbaubare Aschebeutel an. Neben der klassischen Holzbearbeitung kommen verstärkt auch moderne Verfahren wie 3D-Druck für Bio-Werkstoffe zum Einsatz. Auch Bio-Urnen aus nachhaltiger Herstellung mit reduziertem CO2-Fußabdruck sind erhältlich.
Baumurnen
Einige Hersteller bieten biologisch abbaubare Urnen an die zusammen mit einem Jungbaum beigesetzt werden. So soll aus der Asche des verstorbenen Tieres ein Baum als bleibende Erinnerung entstehen.
Glas
Glasurnen zählen zu den Schmuck-Urnen und werden meist aus eingefärbtem Glas hergestellt oder bemalt, so dass die Asche im Inneren nicht sichtbar ist. Das Spektrum reicht von einfachen Modellen aus Pressglas bis hin zu außergewöhnlichen Tierurnen die in Handarbeit künstlerisch hergestellt werden. Auch mundgeblasene Glaskörper kommen zum Einsatz. Eine Sonderform der Glasurne ist der sogenannte Erinnerungskristall. Hier wird eine symbolische Menge der Asche in einem speziellen Verfahren in eine Kristallglaskugel eingearbeitet, so dass die Asche wie ein Wirbel im inneren der Kugel schwebt.

## Entwicklungen
Rechtliche Vorschriften und die zunehmende Urbanisierung, die in Deutschland das Vergraben von Tieren erschweren, haben in den letzten Jahren die Einäscherung zur meist gewählten Bestattungsart für Haustiere in Deutschland werden lassen.
Dabei führt auch der veränderte Stellenwert des Haustieres als persönlicher Begleiter des Menschen zu einer höheren Nachfrage nach individueller Trauerbewältigung und Gedenkmöglichkeit. Diesem Trend versuchen Tierurnen-Hersteller durch Individualisierung z. B. mittels Namensgravur oder Kombination mit einem Foto des Tieres und einer großen Vielfalt an Modellen entgegenzukommen.